# Деметрий II (Бактрия)
Деметрий II (на старогръцки: Δημήτριος Β΄, Demetrios II) е цар на Гръко-бактрийското царство през 2 век пр.н.е.

## Произход и управление
Той е син на цар Деметрий I († 182 или 175 пр.н.е.) и дъщерята на Антиох III Велики от династията на Селевкидите в Сирия. Внук е на цар Евтидем I.
За него няма сведения. Вероятно управлява през 175 – 170 пр.н.е.